# Mormon Row Historic District
Der Mormon Row Historic District ist ein historischer Distrikt im Tal Jackson Hole im Westen des US-Bundesstaates Wyoming. Er umfasst mehrere Scheunen und Hütten entlang der Mormon Row, östlich des U.S. Highway 26/89/191, und gehört zu den bekanntesten Fotomotiven des Grand-Teton-Nationalparks. Die Mormon Row wurde am 5. Juni 1997 in das National Register of Historic Places aufgenommen.

## Beschreibung
Der Bezirk besteht aus einer Reihe von Gebäudekomplexen entlang der Antelope Flats Road im Südosten des Grand-Teton-Nationalparks, wenige Kilometer östlich von Moose im Tal Jackson Hole. Zu den bedeutendsten Bauwerken innerhalb des Mormon Row Historic District gehören die Andy Chambers Barn, die T.A. Moulton Barn und die John Moulton Barn, die alle zwischen 1908 und 1950 erbaut wurden. Sechs Gebäudegruppen und eine separate Ruine weisen auf die mormonische Besiedlung in der Gegend hin und umfassen Merkmale wie Entwässerungssysteme, Scheunen, Felder und Ställe. Der alluviale Boden nordöstlich des Inselberges Blacktail Butte war für die Landwirtschaft besser geeignet als die meisten Standorte in Jackson Hole, sodass die mormonischen Siedler in den 1890er Jahren aus Idaho hierher kamen und eine Gemeinde namens Gros Ventre mit insgesamt 27 Gehöften gründeten.
Das Gebiet um die Mormon Row ist auch als Antelope Flats bekannt und liegt zwischen den Orten Moose und Kelly, wenige Kilometer östlich der U.S. Highways 26/89/191, die hier gebündelt als Hauptstraße durch den Nationalpark verlaufen. Aufgrund der historischen Gebäude, der Bisonherden und der spektakulären Kulisse der Teton Range im Hintergrund ist der Mormon Row Historic Distric ein beliebtes Ziel für Touristen und Fotografen.

## Galerie

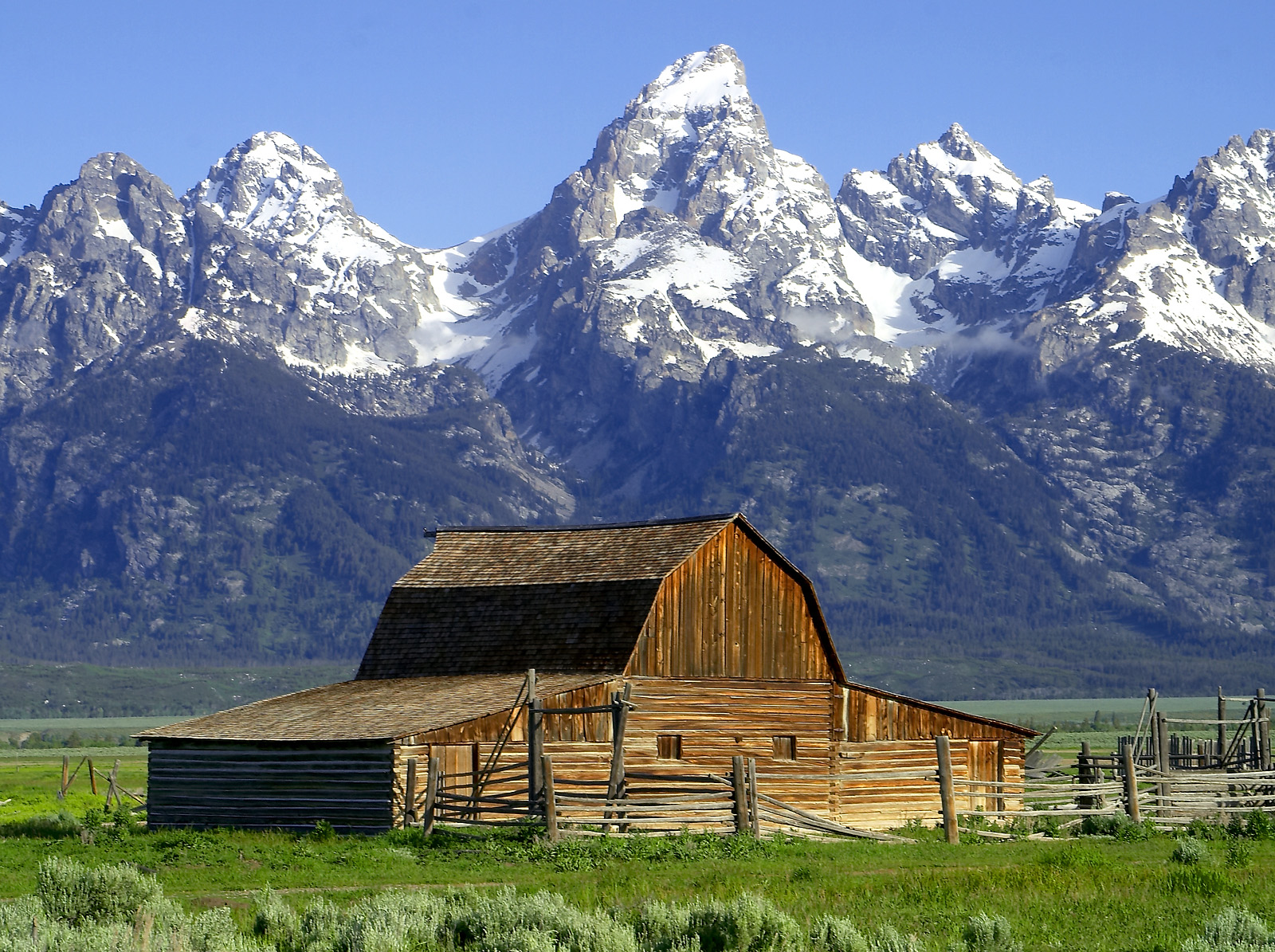
John Moulton Barn
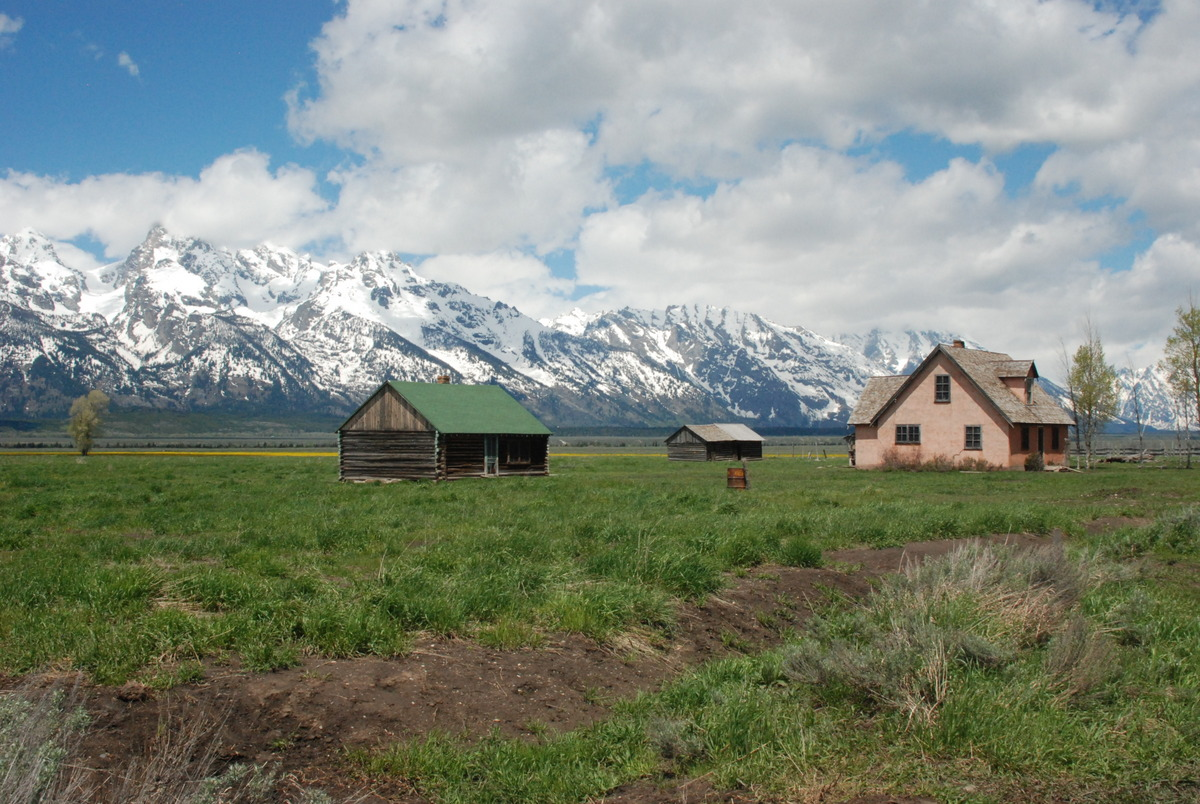
John and Bartha Moulton Homestead
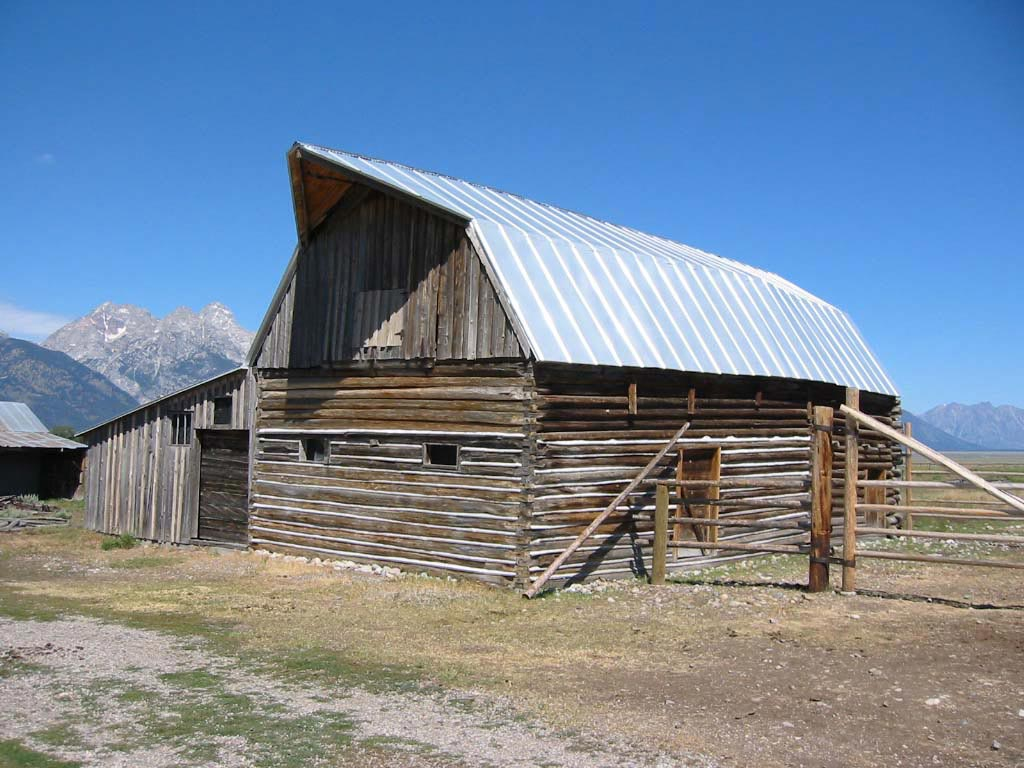
Andy Chambers Ranch Barn
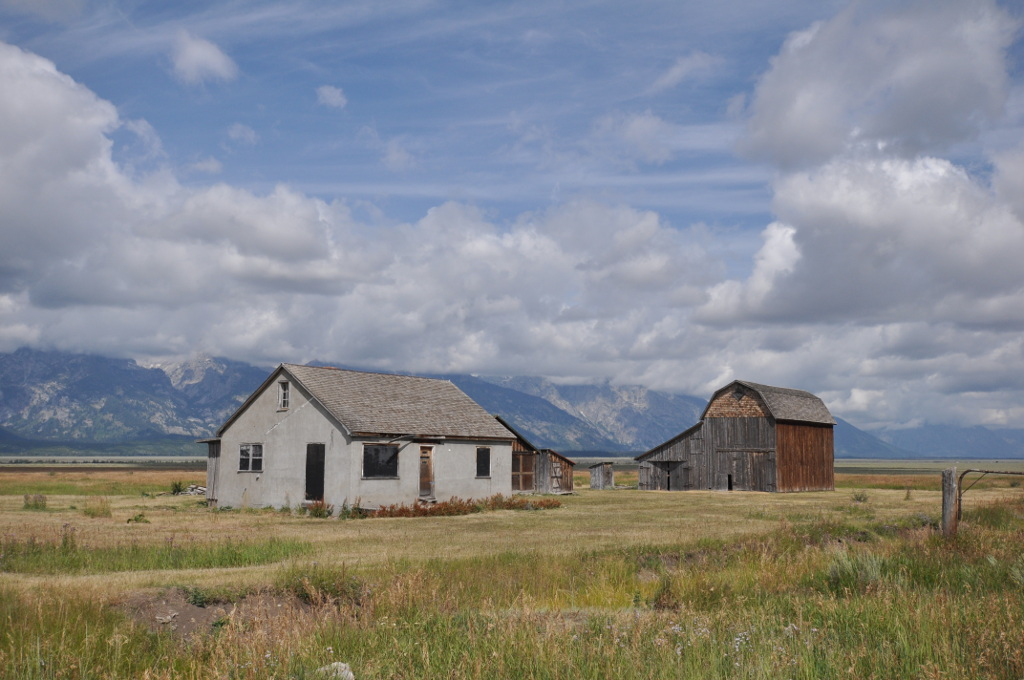
Thomas Murphy Homestead
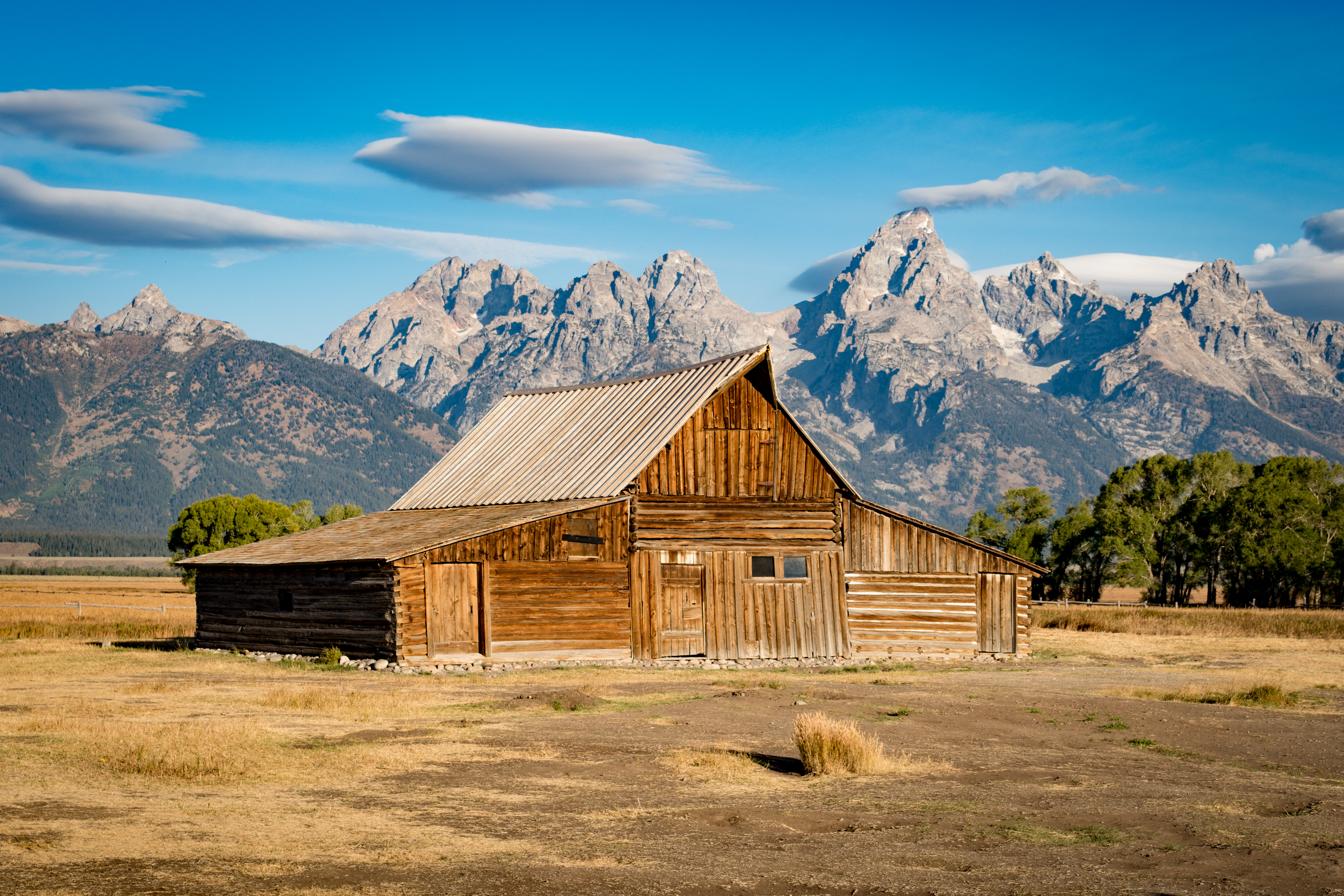
T.A. Moulton Barn

## Belege
1. ↑  Mormon Row - Grand Teton National Park (U.S. National Park Service). Abgerufen am 3. April 2024 (englisch).
2. ↑  Mormon Row Historic District. Wyoming State Preservation Office, 12. August 2008, abgerufen am 3. April 2024 (englisch).
3. ↑  A. Hubber; C. Miller; J. Caywood: National Register of Historic Places Inventory-Nomination: Mormon Row Historic District. National Park Service, Januar 1996, abgerufen am 3. April 2024.